# エウマイオス

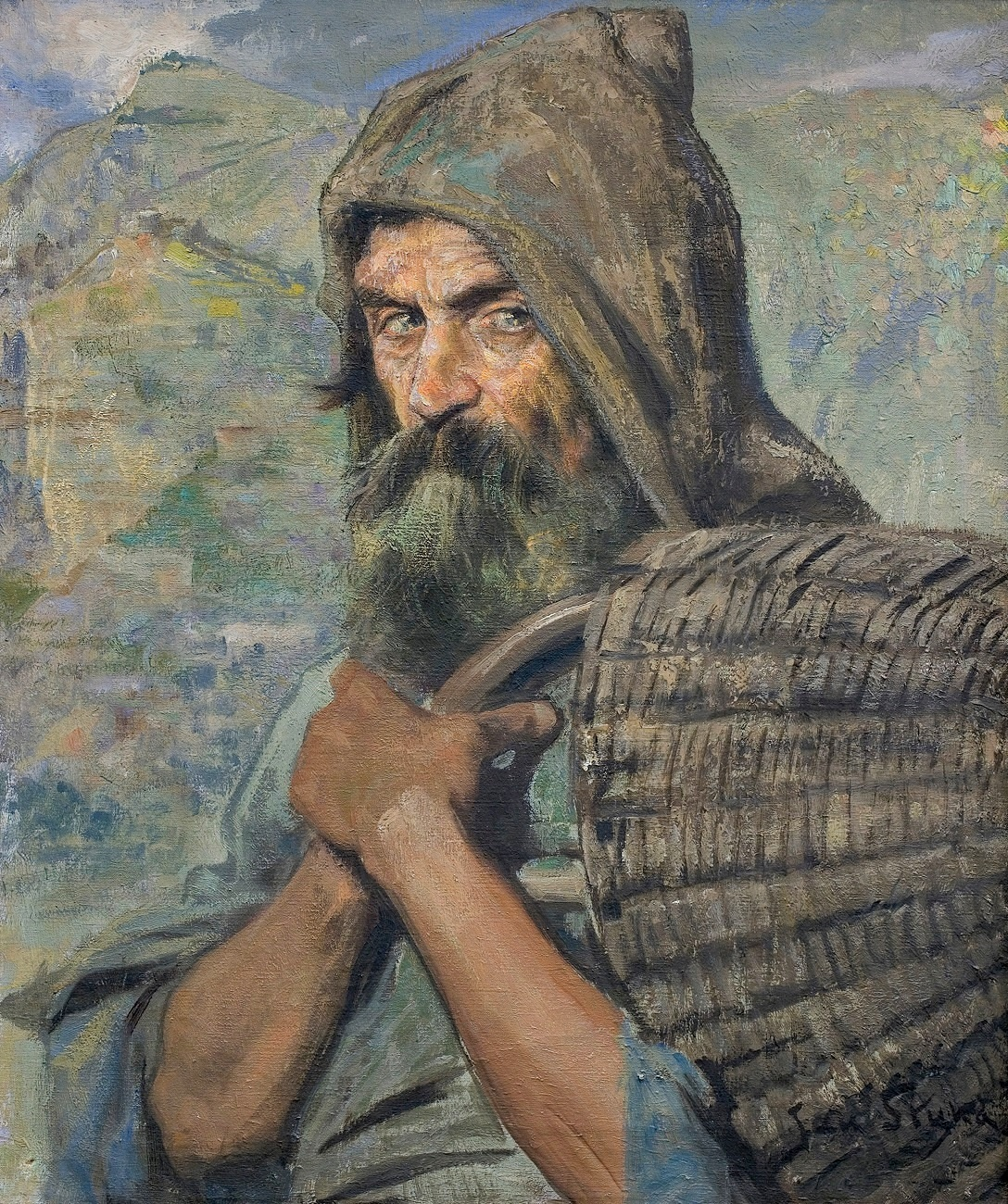
ヤン・スティカの1925年の絵画『豚飼い頭のエウマイオス』。

エウマイオス（古希: Εὔμαιος、古代ギリシア語ラテン翻字: Eúmaios、英: Eumaeus）は、ギリシア神話の人物である。ホメーロスの叙事詩『オデュッセイアー』の登場人物で、シュリエー島（現在のシロス島）の王オルメノスの息子クテーシオスの子。イタケー島の王オデュッセウスに仕える忠実な豚飼いで、オデュッセウスと息子テーレマコスの邂逅はエウマイオスが暮らす豚飼いたちの小屋で成された。
エウマイオスは『オデュッセイアー』において、ホメーロスがアポストロペー（物語の中で突然、登場人物に呼びかける手法）を用いて語る唯一の人物である。

## 出身
エウマイオスはシュリエー島の出身とされる。幼い頃、エウマイオスは父クテーシオスに仕えるフェニキア人の下女によくなついていた。この女性はもともとシドンの裕福な男アリュバースの娘であったが、タポスの海賊にさらわれ、シュリエー島でクテーシオスに売られた。彼女は後に島を訪れたフェニキアの商人と密通し、商人の誘いに乗って故郷に帰ろうとした。その際に乗船の賃金代わりにエウマイオスを連れ去った。エウマイオスは何も分からないまま、女に連れられて船に乗せられ、イタケー島の王ラーエルテース（オデュッセウスの父）に売られた。

## 人柄

### 忠誠心と信仰心

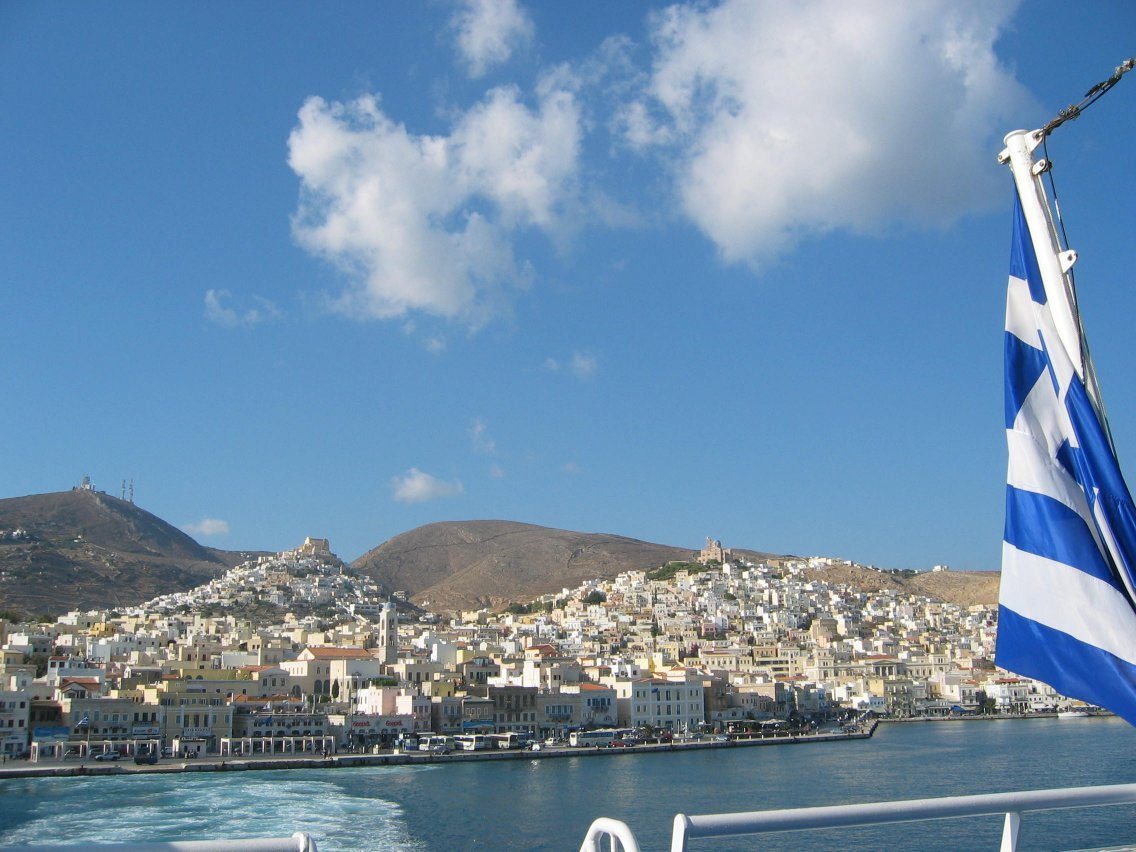
エウマイオスの故郷とされるシロス島。

イタケー島ではラーエルテースの妻アンティクレイアによって、娘のクティメネーとともに我が子同然に育てられ、オデュッセウスも召使いの中でエウマイオスを特に可愛がった。そのため長じるとイタケーの王家の豚の世話を任され、オデュッセウスが長年にわたってトロイア戦争から帰国せず、ペーネロペーの求婚者たちが主人の財産を食いつぶしている間も、召使いの中で最も忠実に主人の財産を守っていた。しかしオデュッセウスが帰国しないことについては、異国で命尽きたものと考えており、悲しみに暮れながらもオデュッセウスを慕い続け、テーレマコスやペーネロペーへの忠誠心は少しも変わらなかった。またエウマイオスは信心深い人物で、どんなにみすぼらしい姿の者でもゼウスの使者と考えて、快く迎え入れる信仰心と親切さを備えていた。変装したオデュッセウスが訪ねてきたときも、客人を守護するゼウスに背くことへの怖れと、客人を不憫に思う心から手厚くもてなした。

### 豚飼いとしての仕事ぶり
エウマイオスはオデュッセウスが留守にしている間、豚飼いたちが暮らす小屋の戸口の前の見晴らしの良い場所に、誰の手も借りずに、自ら切り出した大きな石を用いて垣を廻らせ、王家の豚のために中庭を造った。豚を守るために、垣の上に棘のある灌木を並べ、垣の外側には樫の木を削って作った杭をびっしりと立てた。垣の内側には12の豚小屋を並べて建て、それぞれの小屋に牝豚を50頭ずつ、計600頭を飼育していた。豚小屋の外では牡豚を飼育していたが、求婚者の飲食のために最良のものを選んで毎日送り届けていたために、めっきりその数を減らし、350頭しか残っていなかった。またエウマイオスは4頭の猛犬を育てており、これらの犬に豚の群れを守らせた。放牧の際にはコラコス岩の近くにあるアレトゥーサの泉のそばで豚を放し飼いにした。オデュッセウスに仕える豚飼いはエウマイオスの他にも4人いたが、そのうちの1人のメサウリオスはエウマイオスが自らの貯えでタポス人から買い取った男であった。

## 神話

### 客人の来訪

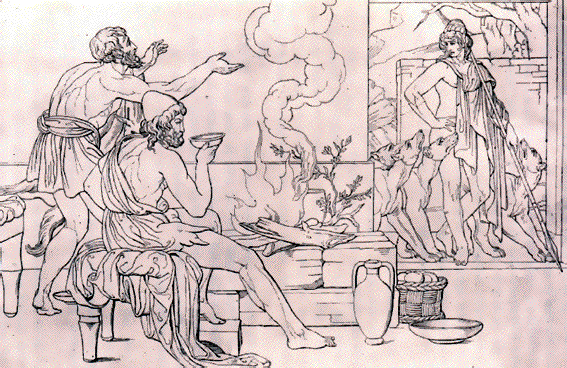
エウマイオスと、変装したオデュッセウス、テーレマコス。エウマイオスの飼犬は吠えることなくテーレマコスになついている。ボナヴェントゥラ・ジェネリ画。

こうした忠誠心のために、女神アテーナーは、パイアーケス人の国から帰国したオデュッセウスに対して、まず最初にエウマイオスを訪ねるよう勧めた。またスパルタを訪問しているテーレマコスに対しては、帰国するとエウマイオスを訪ね、ペーネロペーに彼を遣わして無事を知らせるよう助言した。
正体を隠したオデュッセウスが訪れたとき、エウマイオスは豚飼いたちの家の前に座り、牛皮を切ってサンダルを作っているところだった。しかしオデュッセウスを見た飼犬たちが激しく吠え立てると、エウマイオスは牛皮を放り出して犬を追い払い、主人と気づかないままオデュッセウスを客人として手厚くもてなした。エウマイオスは客人に、主人がすでに死んでいるのではないか、求婚者たちはオデュッセウスの死を神に聞いたために、オデュッセウスの帰国を恐れることなくその財産を食い荒らしているのではないかなど、思っていることを話した。
オデュッセウスはエウマイオスの言葉を聞いて、主人は年内に帰国され、求婚者たちを誅殺してくださるだろうと誓言した。しかしエウマイオスは信じずに話題を変え、客人自身のことを尋ねた。そこでオデュッセウスは嘘の身の上話をして、その中でオデュッセウスの消息について語ったが、エウマイオスは以前にアイトーリア地方から訪れた客人の与太話に騙されたことがあったため、やはり信じようとはしなかった。オデュッセウスはさらに、主人が帰国しなかったら大石から投げ落としてくれて構わないとまで言った。
結局最後までオデュッセウスの言葉を信じなかったエウマイオスではあったが、他の豚飼いが帰って来ると夕食の用意をし、ニュムペーたちとヘルメース神に捧げる分を含め、肉を人数分に切り分けて配り、オデュッセウスには特に長い背中の肉を与えて喜ばせた。またオデュッセウスの寝床を用意し、自らの外套を身に掛けてやった。
さらにオデュッセウスはエウマイオスの忠誠心を試そうと考え、物乞いをしに町まで行くつもりだと言い、誰か案内をしてくれる者はいないかと尋ねた。またオデュッセウスの館に行って下男として雇ってもらえないか求婚者たちに頼んでみるとも言った。するとエウマイオスは怒って、求婚者たちは乱暴者ばかりだと言い、テーレマコス様がやって来たなら良くしてくれるだろうからと言って引き止めた。

### テーレマコスの帰国
スパルタから帰国したテーレマコスがエウマイオスのもとを訪れると、エウマイオスは泣いて無事を喜んだ。彼はテーレマコスにペーネロペーの様子を語った。また客人を紹介し、テーレマコスの情けにすがりたいという旨を伝えた。テーレマコスは望みは聞くが、乱暴な求婚者たちがいるので館に招くことは出来ないと言った。そこでオデュッセウスが求婚者を批判すると、テーレマコスは客人のことを信用し、ペーネロペーに帰国を伝えるため、エウマイオスを館に遣わした。エウマイオスが出かけるとアテーナーはオデュッセウスの変装を解き、オデュッセウスはテーレマコスに自分が父親であることを明かした。
翌日、エウマイオスは物乞いをしたがる客人を町に案内した。エウマイオス自身は豚飼いの小屋に残ってほしかったが、テーレマコスに客人の案内を頼まれたうえに、オデュッセウスにせがまれたため仕方なかった。途中、2人はニュムペーの祭壇が設けられた泉のそばで山羊飼いのメランティオスに出会ったが、メランティオスは特にオデュッセウスを口汚く罵ったため、エウマイオスはニュムペーにオデュッセウスの無事を祈願し、メランティオスを懲らしめてくれるよう願った。
館に着くと、オデュッセウスは求婚者たちを相手に物乞いを始めた。すると求婚者たちが何者なのかと話し始めたので、メランティオスがエウマイオスが連れて来たと言った。求婚者の1人アンティノオスは「悪名高き豚飼いよ、主人の財産を食い荒らしている者がすでにたくさんいるというのに、貴様はこの上さらにごみ漁りしか能のない者をわざわざ呼んで来たというのか」とエウマイオスを非難したが、エウマイオスはこれに対して「わざわざ出かけて行って、そのような男を連れて来る者などいるはずもありますまい」と反論した。
さらに「貴方は求婚者の誰よりもオデュッセウス様の召使いに辛く当たりなさるが、お屋敷にペーネロペー様とテーレマコス様がおられる限り、苦になりませぬ」と付け足した。

### 弓競技

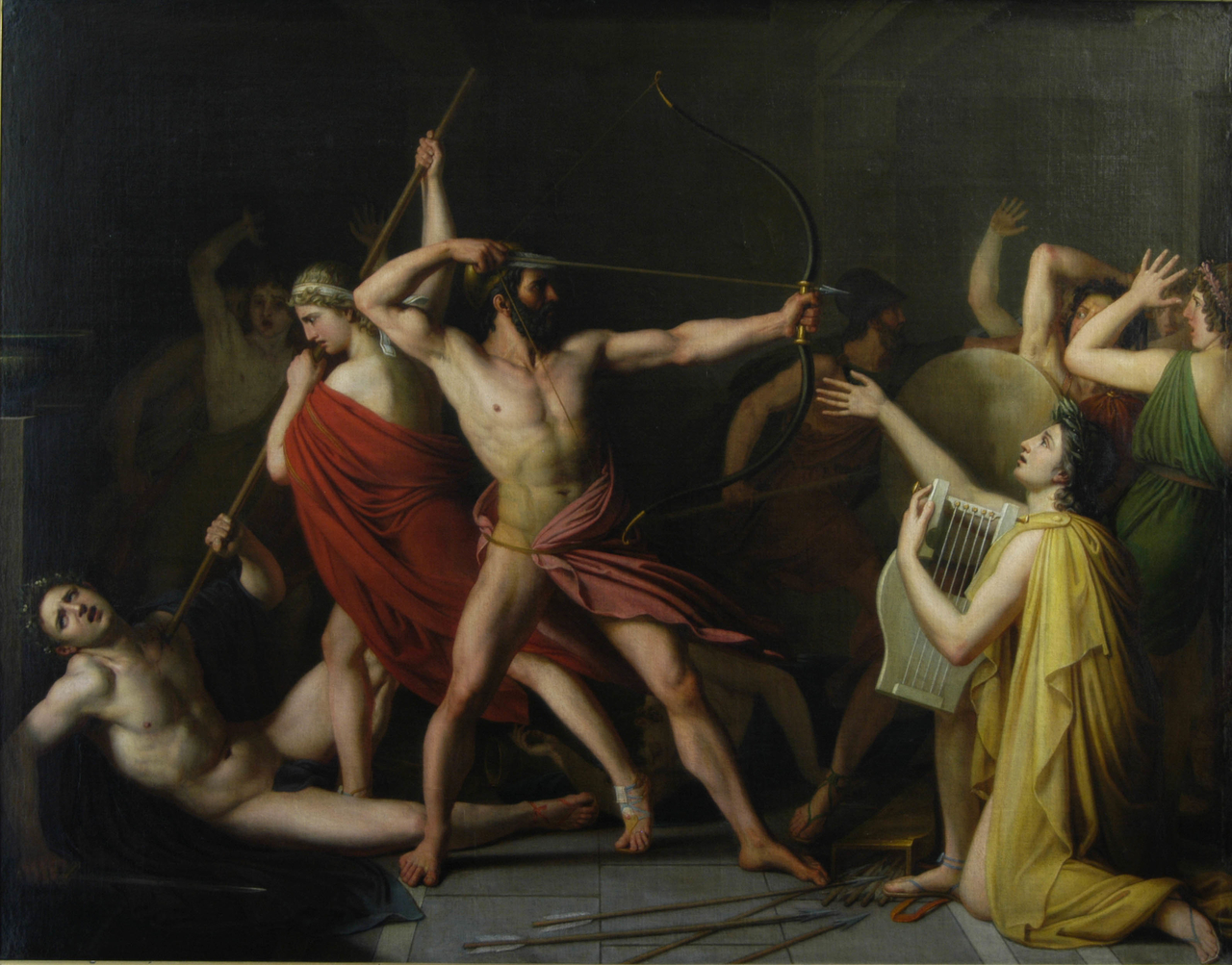
オデュッセウスとテーレマコスによる求婚者の殺戮。トマ・デジョルジュの1812年の絵画。ロジェ・キーヨ美術館所蔵。

エウマイオスは弓競技当日、豚3頭を連れてオデュッセウスの館を訪れた。そして牛飼いのピロイティオスがゼウスにオデュッセウスの無事を祈願すると、エウマイオスもそれに倣ってゼウスにオデュッセウスの無事を祈願した。しかしペーネロペーに弓競技の準備を命じられると、泣きながらオデュッセウスの弓と斧を並べたが、それを見たアンティノオスはエウマイオスを怒鳴りつけた。
求婚者たちが弓競技をはじめると、エウマイオスはピロイティオスとともに館を出たが、オデュッセウスが後ろから追いかけて来て、中庭に出たところで「主人が無事に帰って来たら、主人と求婚者のどちらの味方につくか」と質問された。するとピロイティオスがゼウスにオデュッセウスの帰国を祈願し、「この願いが聞き届けられたなら自分の力がどれほどのものか客人に見せてやることができるのに」と言ったので、エウマイオスもそれに倣ってゼウスにオデュッセウスの帰国を祈願した。2人の忠誠心を見届けたオデュッセウスが正体を明かすと、エウマイオスとピロイティオスは涙を流して喜んだ。エウマイオスはオデュッセウスから競技に用いられている弓を持って来ることを命じられ、3人で再び館に戻り、エウマイオスは競技場から弓を運んで来てオデュッセウスに渡した。
オデュッセウスが求婚者たちを討たんとしたとき、メランティオスが求婚者を助けるために武器庫に走ったため、エウマイオスとピロイティオスはメランティオスを追いかけて、捕らえて武器庫に閉じ込めた。そして武装してオデュッセウスのもとに戻り、求婚者たちと戦った。エウマイオスは求婚者の1人エラトスを討ち、クテーシッポスの投じた槍に傷を負いながらも、槍を投げ返してポリュボスを討った。さらにオデュッセウスに命じられて、テーレマコス、ピロイティオスとともに、求婚者たちと情を交わした12人の下女を縛り首にし、メランティオスを殺した。

## 他の文献
アポロドーロスの簡略化された物語は、ホメーロスとほぼ同じである。一方でヒュギーヌスの物語は、ホメーロスと異なっている。ヒュギーヌスではテーレマコスは登場せず、アテーナーは代わりにエウマイオスの前でオデュッセウスの変装を解く。エウマイオスはすぐさま男がオデュッセウスであると気づき、泣いて喜ぶが、なぜ姿を変えていたのか不思議がる。その後もテーレマコスは登場しないまま、求婚者が誅殺される。